# Väter und Söhne (1986)
Väter und Söhne ist ein Fernseh-Vierteiler aus dem Jahre 1986 nach dem Drehbuch von Bernhard Sinkel, der auch Regie führte. Der Mehrteiler handelt vom Aufstieg und Niedergang der einflussreichen Industriellenfamilie Deutz vor dem Hintergrund der dramatischen Geschichte des Deutschen Reichs in der ersten Hälfte des 20. Jahrhunderts. Die Protagonisten der Handlung sind zwar durchweg frei erfunden, lassen jedoch einige Aspekte realer historischer Personen im Chemiekonzern I.G. Farben erkennen.

## Handlung

### Teil 1: Lieb Vaterland – 1911 bis 1916
Die Farben- und Teerfabrik Deutz kann 1911 bereits auf eine 25-jährige Firmengeschichte unter Geheimrat Deutz zurückblicken. Dessen ältester Sohn Ulrich soll die Firma einmal übernehmen, fällt aber im Ersten Weltkrieg bei Verdun. So kommt der jüngere Sohn Friedrich zum Zuge. Gegen den Widerstand seines Vaters betreibt er die Gründung der Interessengemeinschaft (IG) der deutschen Teerfarbenindustrie, um das nötige Kapital für die Großproduktion von Giftgas und Salpeter zu beschaffen. (128 Minuten)

### Teil 2: Der Konzern – 1923 bis 1929
Die Handlung vollzieht sich vor dem Hintergrund des Inflationsjahrs 1923 und der nachfolgenden Goldenen Zwanziger. Finanzdirektor Körner kann die Chemiefabrik Carl Julius Deutz als Mitglied der IG durch die schweren Nachkriegsjahre retten. Jedoch verliert das Unternehmen Deutz gegen den Willen des Gründers schließlich die Eigenständigkeit, da alle Mitglieder der IG zu einem Gesamtkonzern fusionieren. Geheimrat Deutz wird Mitglied verschiedener Aufsichtsräte. Im Streit mit seinem Enkel Georg Deutz, der Schauspieler werden möchte, erleidet der verständnislose Geheimrat einen tödlichen Herzinfarkt. (124 Minuten)

### Teil 3: Macht und Ohnmacht – 1932 bis 1938
Die Handlung beginnt im dritten Jahr der Weltwirtschaftskrise und erstreckt sich über die nachfolgende Zeit des Nationalsozialismus bis zu den Pogromen gegen jüdische Mitbürger. Mit Hilfe des Verbindungsmannes Sokolowski knüpft Finanzdirektor Körner Kontakte zwischen dem IG-Konzern  und NS-Politikern in Berlin. Die Nationalsozialisten sichern dem Konzern zu, die Synthese von Benzin aus Kohle politisch zu unterstützen. Der geniale Chemiker Heinrich Beck, Schwiegersohn des verstorbenen Geheimrats Carl Julius Deutz, organisiert die Produktion kriegswichtiger Materialien. Im Zuge der Judenverfolgungen wird auch der Bankier Bernheim, bisheriger Finanzier des Konzerns, enteignet, und Körner steigt als neuer Geschäftsführer der Bank ein. (129 Minuten)

### Teil 4: Auf Ehre und Gewissen – 1941 bis 1947
Die Handlung setzt ein, als sich der Zweite Weltkrieg bereits in vollem Gange befindet. Der Chemiker Heinrich Beck errichtet in der Nähe von Auschwitz eine große Fabrik zur Erzeugung von Flugbenzin. KZ-Häftlinge werden als billige Sträflinge zur Arbeit herangezogen. Georg Deutz dreht als UFA-Regisseur regimekonforme Spielfilme. Nach dem militärischen Zusammenbruch des Dritten Reichs werden die IG-Direktoren zwar verhaftet, bestreiten aber eine eigene Schuld an den Verbrechen der NS-Zeit. Sie kommen nach kurzer Internierung entweder sofort wieder frei oder werden zu kurzen Haftstrafen verurteilt. (139 Minuten)

## Hintergrund
Regisseur Sinkel, der vier Jahre lang zu dem Thema recherchiert und am Drehbuch geschrieben hat, stützt sich dabei auf die 1979 erschienene Monographie Die unheilige Allianz der IG Farben des US-amerikanischen Juristen und Privathistorikers Joseph Borkin und Dokumente des I.G.-Farben-Prozesses. Der Filmautor arbeite, merkt Die Zeit an, in der Auseinandersetzung mit der Vätergeneration auch ein Stück eigene Familiengeschichte auf: Sinkels Urgroßvater war einer der Firmenmitbegründer, sein Vater Prokurist in dem Unternehmen und später Chemiebeauftragter unter Hermann Göring. Sein Großonkel Fritz ter Meer gehörte zu den angeklagten Direktoren im I.G.-Farben-Prozess und war bereits kurze Zeit später wieder am Aufbau eines der Nachfolgeunternehmen der westdeutschen Großchemie beteiligt.
Der Vierteiler wurde im Auftrag des WDR von der Bavaria Atelier GmbH unter Beteiligung von Taurus-Film, FR3, ORF und RAI / RETE1 produziert und in englischer Sprache gedreht. Das Budget betrug 18 Millionen Mark. Die Dreharbeiten erstreckten sich über neun Monate von November 1984 bis Juli 1985 und fanden in München, Heidelberg und Salzburg sowie in Karlsbad und Prag statt. Als Schauplätze dienten auch das Faber-Castell-Schloss in Stein an der Rednitz und das Gelände der Leunawerke in der damaligen DDR. Väter und Söhne wurde am 12., 16., 19. und 23. November 1986 im Ersten ausgestrahlt.

## Synchronisation
Die deutsche Fassung entstand 1986 in München

| Darsteller     | Rolle                       | Synchronsprecher |
| -------------- | --------------------------- | ---------------- |
| Julie Christie | Charlotte Deutz             | Renate Küster    |
| Burt Lancaster | Geheimrat Carl Julius Deutz | Holger Hagen     |
| Bruno Ganz     | Heinrich Beck               | Bruno Ganz       |
| Dieter Laser   | Friedrich Deutz             | Dieter Laser     |

## Kritiken
Siegfried Schober sieht in Väter und Söhne einen „trotz des ernsten Stoffs [...] raffinierte[n] Unterhaltungsfilm“, der „oft grell bis zur Kolportage mit der finsteren deutschen Vergangenheit abrechnet.“ Wie Sinkel diesen Abgesang auf ein deutsches Bürgertum inszeniere, sei nicht frei von Faszination, so Schober. Anlässlich der Vorführung beim Filmfest München zeigte sich Claudius Seidl wenig begeistert von „acht Stunden Geschichtsunterricht“ und bezeichnet Vater und Söhne als „schlampig inszeniert, umständlich gegliedert, eine Aneinanderreihung von Halbherzigkeiten.“
Differenzierter urteilt hingegen der Rezensent der Zeit und nennt Väter und Söhne einen „Männerfilm“, in dem Männer Geschichte machen, Väter ein strenges Regiment führen, Söhne aufbegehren oder sich unterwerfen. Und doch seien es die Frauen, die wie eine „Ausgeburt der Schillerschen Leidenschaft“ beinahe jede ihrer Szenen an sich reißen, stehen sie doch „für das andere Prinzip, die Gegenwelt der unbedingten Gefühle und der reinen Menschlichkeit.“ Sie handeln konsequent, zeigen sich selbstbestimmt und fordernd, lediglich Charlotte Deutz füge sich „stumm und duldend den Launen und Zumutungen der Männer.“ Regisseur Sinkel erzähle den Aufstieg und Fall der IG Farben am Schicksal zweier Männer, dem des Gründervaters Carl Deutz – mit Burt Lancaster als der strenge, aber gerechte, pflichtbewusste Familienpatriarch ideal besetzt – und dessen Schwiegersohnes, dem Ingenieur und Nobelpreisträger Heinrich Beck, der als Vertreter der neuen Unternehmergeneration „trunken vom Rausch der Weltmacht und des großen Geldes, vom Pfad der Redlichkeit abwich und bedenkenlos mit dem Teufel paktierte.“ Bruno Ganz verkörpere die Zwiespältigkeit jener Figur zwischen skurrilem Genie, Biedermann und eiskalt agierendem Geschäftsmann glaubhaft als „Schmerzensmann und Weltbeweger in einem.“ Um historische Genauigkeit bei Ausstattung und Zitaten gleichermaßen bemüht, verzichte Sinkel auf den moralischen Zeigefinger. Ohne zu urteilen, stelle er die IG Farben „in die Kontinuität der Geschichte und der Geschlechter.“ Opfer und Täter seien dabei kaum noch voneinander zu unterscheiden, und so entlasse „dieses doch hochpolitische Familiendrama“ die Zuschauer „mit vagen Gefühlen der Ohnmacht und Resignation.“, was bei einem Film dieses Anspruchs dann doch zu wenig an historischer Aufklärung sei, befindet der Rezensent.